# Gertschanapis
Gertschanapis là một chi nhện trong họ Anapidae.